# Kakavasar
Kakavasar es una localidad ubicada en la provincia de Shirak, Armenia. Tiene una población estimada, a inicios de 2012, de 146 habitantes.
Está ubicada al noreste de la provincia, a poca distancia del río Akhurian —afluente del río Aras— y de la frontera con Georgia y la provincia de Lorri.